# Třapatka srstnatá
Třapatka srstnatá (Rudbeckia hirta) je druh až 1 m vysoké rostliny pěstované na záhonech v zahradách nebo parcích pro své barevné květy o velikosti do 8 cm.

## Rozšíření
Je to bylina pocházející ze Severní Ameriky, kde roste od jihu Kanady přes Spojené státy severoamerické až po sever Mexika. Pro své velké svítivé květy se začala pěstovat v mírném klimatu téměř po celém světě. V mnoha oblastech Evropy i Austrálie zplaněla a rozšiřuje se sama ve volné přírodě. Ve své domovině roste na okrajích lesů a křovinatých porostů, na loukách, pastvinách i polích. Zplanělé rostliny se nejčastěji uchycují na propustných, vlhčích půdách podél vodních toků, cest, železničních tratí, v blízkosti lidských sídel, na rumištích a skládkách. Potřebuje hodně slunečního svitu, v polostínu roste s méně vybarvenými květy. Snáší i silný občasný vítr, ne však trvale větrnou polohu.
V České republice lze třapatku srstnatou nejčastěji spatřit v teplejších oblastech, kde je považována za invazivní neofyt vytlačující původní floru. Na území nynější ČR byla poprvé zaznamenána, rostoucí v přírodě bez lidského přičinění, již v roce 1873.

## Popis
Je to dvouletá až krátce vytrvalá chlupatá rostlina dorůstající do výšky, v závislosti na výživnosti a vlhkosti půdy, od 30 do 100 cm. Z hlavního kořene bez oddenku vyrůstá přímá lodyha, která je pouze někdy v horní části rozvětvená a celá je řídce střídavě porostlá šedě zelenými listy. Spodní listy mají křídlatý řapík a jejich čepel je eliptická až kopinatá. Horní listy jsou bez řapíku, tvar mají kopinatý až čárkovitě kopinatý, bývají dlouhé 16 a široké 5 cm. Všechny listy jsou oboustranně chlupaté, celistvé, celokrajné nebo mělce vroubkovaně pilovité, zřetelně žilnaté. Rostlina je běžně mrazuvzdorná do -20 °C.
Úbory na stopkách dlouhých 5 až 20 cm vyrůstající na koncích lodyh dosahují velikosti 6, max. 8 cm. Trubkovité oboupohlavné květy ve vypouklém, půlkulovitým terči květního lůžka jsou hnědočerné až tmavě purpurové. Plevy jsou tmavě fialové. Neplodné jazykovité květy na obvodu disku, nejčastěji jich bývá 8 až 20, mají jazýčky, dlouhé až 3 cm, barvy bledě žluté až oranžově žluté, někdy mají u báze tmavou skvrnu. Zákrov je dvouřadý, vnější drsné listeny o délce do 3 cm jsou ohnuté zpět, vnitřní jsou rovné. Květy opyluje létající hmyz, nejčastěji včely, mouchy a motýli. Kvete od července do října,
Semena jsou černé, 4hranné nažky dlouhé 1,5 až 2,5 mm, jemné chlupaté. Tisíc semen váží asi 2 gramy. Rostlina se rozmnožuje výhradně semeny. Chromozómové číslo: 2n = 38.

## Význam
Třapatka srstnatá se vysazuje do zahrad a parků kde její květy upoutávají pozornost. Pěstuje se řada kultivarů, které se od sebe odlišují především barvou květů. Šlechtěním se zahradníci především snaží o sytost barev, pestrost vybarvení, velikost a uspořádání jazykovitých květů, důležitá je také odolnost rostlin proti nemocem, hlavně plísním.
Při výsadbě se vysévají počátkem března do skleníku a přepichované sazeničky se vysazují v půli května na záhony. Semeno klíčí i na světle, ale po vysetí ze přikrývá slabou vrstvou substrátu. Rostliny vykvétají asi za 12 až 4 týdnů po výsevu, tj. od poloviny června až poloviny července. Nejčastěji jsou u nás vysazované nízké odrůdy (do 30 cm) 'Becky', 'Toto' a vysoké 'Cordoba', 'Corona', 'May', 'Moreno' a 'Sonora'.
Kořenů se používá v lékařství, infuze z nich jsou vhodné k léčbě nachlazení, vodnatelnosti, a proti červům u dětí, teplý nálev z kořene se používá na mytí otevřených ran, vředů a na proplachování rány po uštknutí hadem a konečně extrakt z kořene v podobě kapek se užívá proti bolestem uší. Z květů lze získat žluté barvivo na tkaniny. Rostlina je pokládána za zdraví škodlivou pro skot, ovce a prasata. Semena jsou pochoutkou pro některé ptáky, např. stehlíky.

## Taxonomie
V místech svého původu, v Severní Americe, rozlišují čtyři variety třapatky srstnaté:
- Rudbeckia hirta L. var. hirta
- Rudbeckia hirta L. var. angustifolia (T. V. Moore) Perdue
- Rudbeckia hirta L. var. floridana (T. V. Moore) Perdue
- Rudbeckia hirta L. var. pulcherrima Farw.[8]

## Květy některých kultivarů

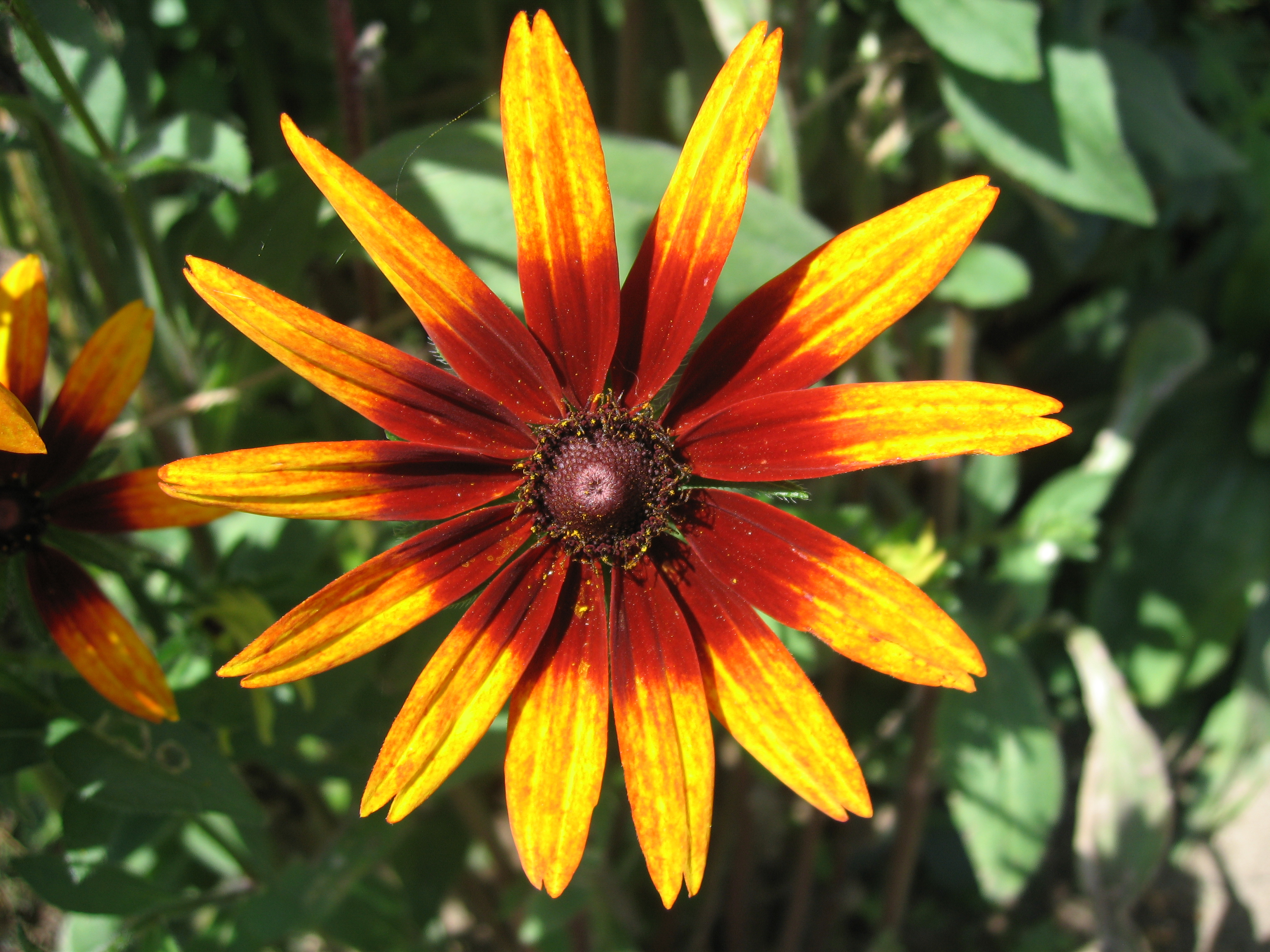
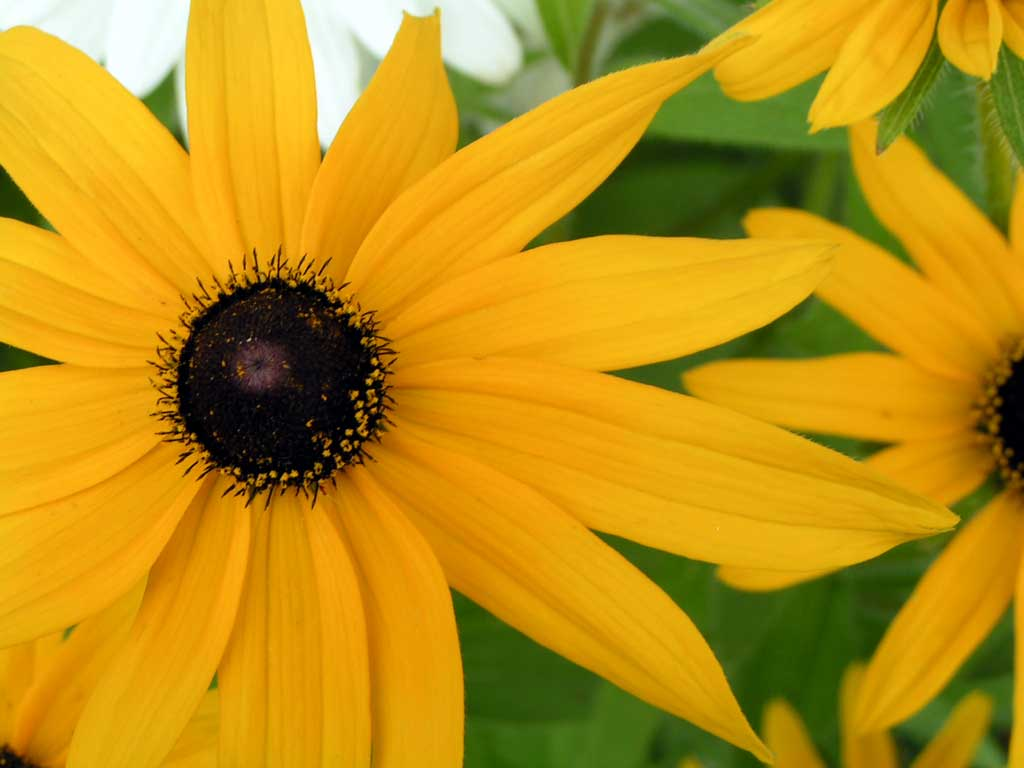
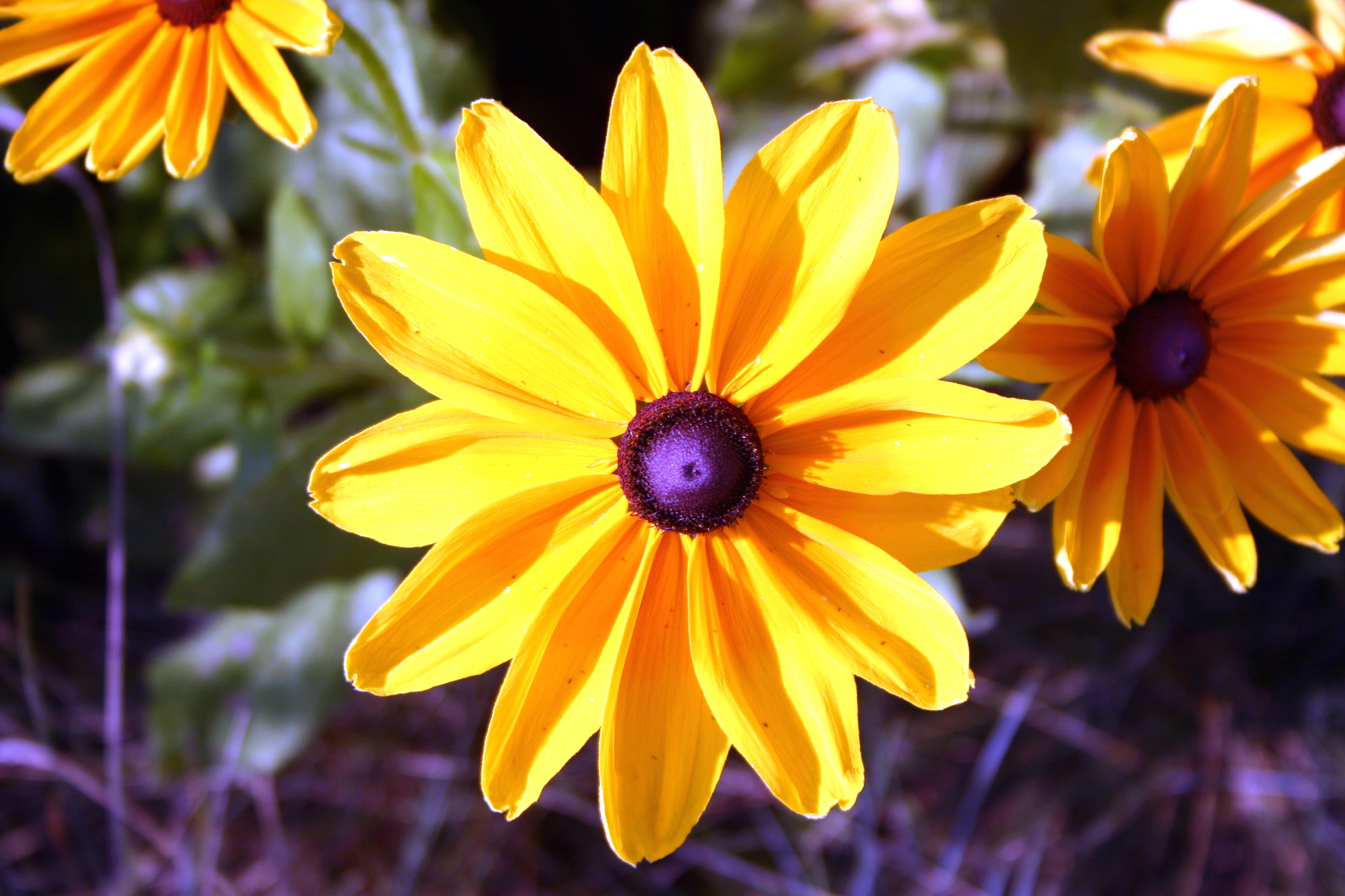
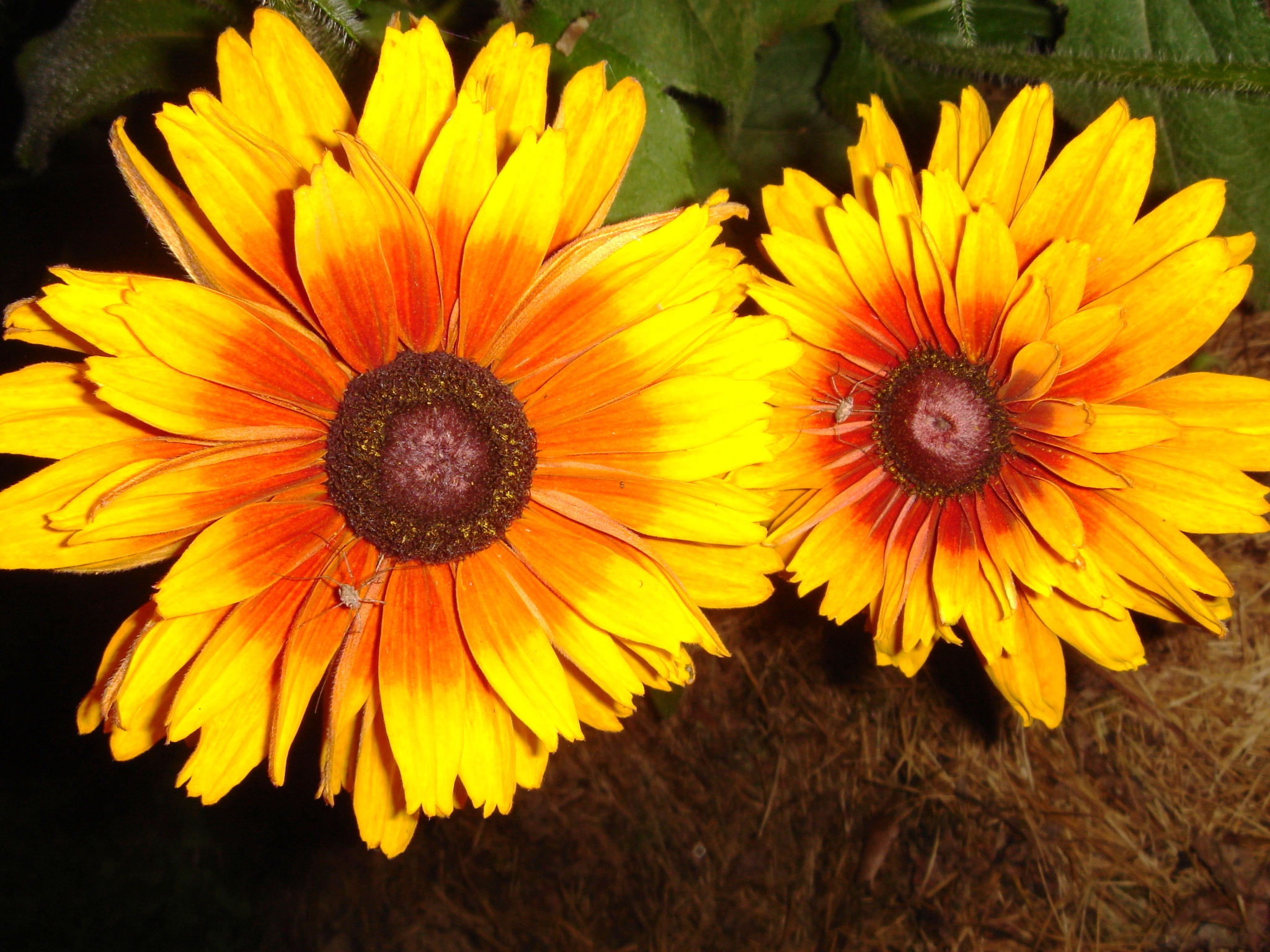
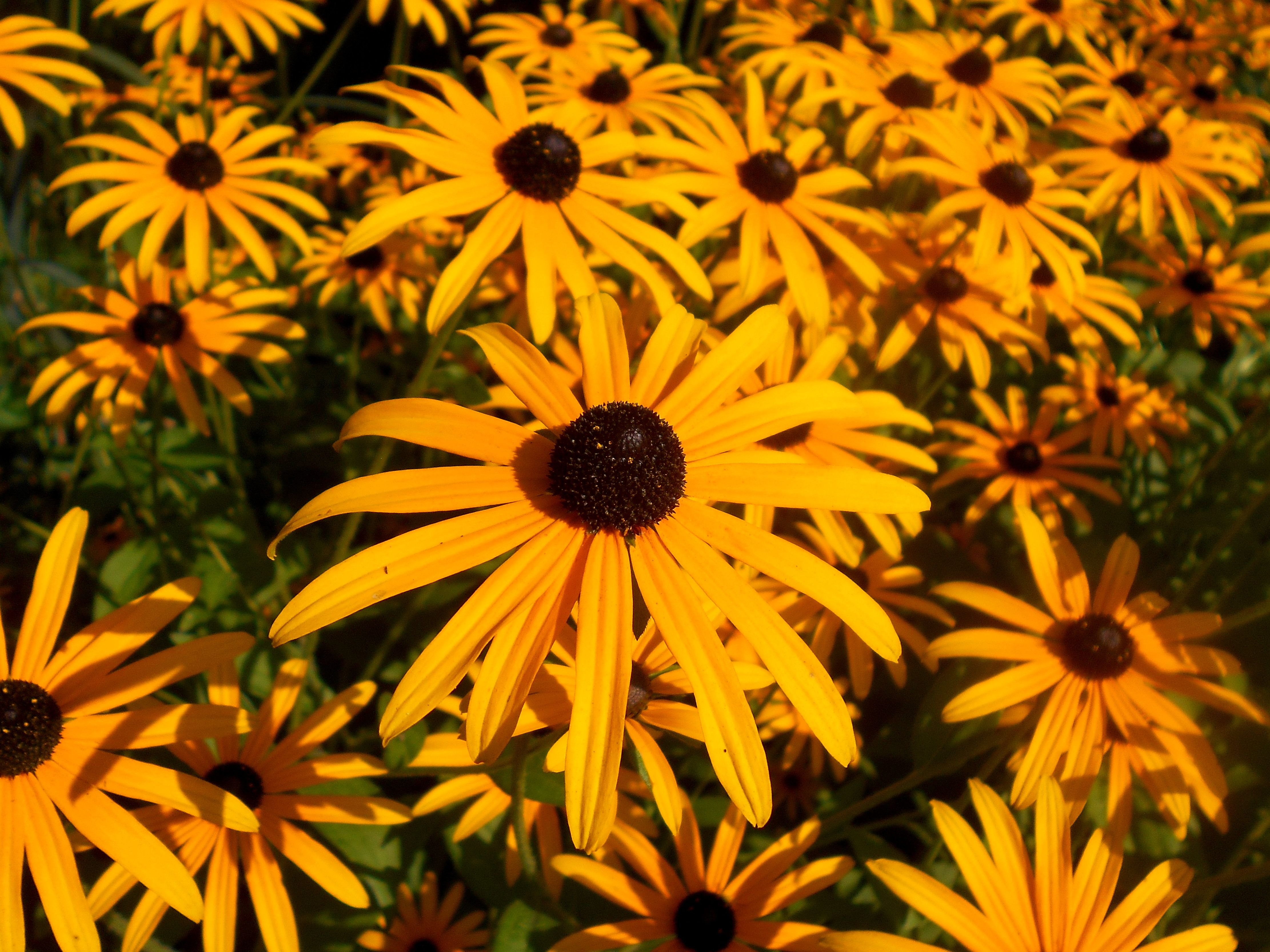